# Kotlina Dzierżoniowska
Kotlina Dzierżoniowska leży na Przedgórzu Sudeckim. Wysokość jej waha się między 250 a 350 m n.p.m. Od południa graniczy z Górami Sowimi od północy z Górami Dębowymi, które są częścią Wzgórz Niemczańskich. Od północnego zachodu ograniczona jest Masywem Ślęży wraz ze Wzgórzami Kiełczyńskimi. Na zachodzie przechodzi w Równinę Świdnicką, a na wschodzie we Wzgórza Bielawskie. W centrum kotliny znajduje się Dzierżoniów. Inne miejscowości, które się tu znajdują to: Bielawa, Pieszyce, Piława Dolna i Piława Górna, Kołaczów, Uciechów, Kiełczyn, Tuszyn, Mościsko